# 佐山哲郎
佐山 哲郎（さやま てつろう、1948年 - ）は、日本の漫画原作者、編集者、文筆家、官能小説家、同人作家、詩歌研究家、歌人、俳人。また浄土宗僧侶で東国山中養院西念寺住職、エルシー企画・群雄社出版編集局長、スタジオジブリ製作の長編アニメーション映画『コクリコ坂から』原作者。
1970年代から1980年代にかけて明石賢生の右腕として自販機本・ビニ本業界の雑誌編集者や官能小説家として活動した。通称S。筆名は麻耶 十郎（まや じゅうろう）。
息子は下目黒にある天恩山五百羅漢寺住職の佐山拓郎で父の哲郎と同じく文筆活動を行っている。

## 略歴

### 生い立ち
東京都台東区根岸生まれ。生家は浄土宗寺院。
芝高等学校卒業後、東京都立大学人文学部中退。前田夕暮に傾倒し、その息子前田透に師事する学生歌人だった。全共闘運動などの活動を経て1968年4月28日の「沖縄デー」闘争で逮捕されたのち学生運動から足を洗う。

### 出版業界での活躍
1973年からフリー編集者兼ライターとして三崎書房のインテリ向けエロ本『えろちか』の編集に携わる。この頃、東京都立大学の同窓で同人仲間の鈴木宏（のちに水声社社長）を三崎書房の林宗宏社長に紹介する。
同年、三崎書房が倒産。その後、元三崎書房の林宗宏が新たに興した林書店で『異端文藝』を編集する。この頃、盟友の明石賢生と再会して袋物のグラフ誌『アリス』を共同編集するが全く売れず、版元の林書店とは見解の相違により絶縁する。また時期を同じくして旧知の編集者からの依頼で講談社の漫画雑誌『なかよし』で少女漫画の漫画原作者としても活躍する。
1975年から自販機本出版社「エルシー企画」の編集局長に就任し、官能小説家兼エディターとして活躍。以後、明石賢生社長の右腕役を長年務める。ちなみにエルシー企画で同僚だったアリス出版第四編集部編集長の安田邦也によれば当時の佐山は驚異的な速筆で知られ、「一冊分の原稿を一人で書くという荒ワザをやってのけるんだ。それも一昼夜だよ。小説から風俗ルポルタージュ物、告白手記と、文体変えて次から次へとササーッとでっち上げて行く。あんなに筆の速い人って後にも先にも見たことないよ」と後年回想している。
同年、息子の拓郎が誕生する。後に拓郎は大正大学卒業後、書籍制作会社で10年間のサラリーマン生活を経て、2014年から天恩山五百羅漢寺の住職となる。また父と同じく拓郎も文筆に優れ、仏教をテーマにしたフリーマガジン『フリースタイルな僧侶たち』の読者投稿コーナー「しりとり法話バトル」へのユニークな投稿内容が一部で話題となったほか、2018年には初の著書『流されない練習 他人・感情・情報と“上手に付き合う”コツ』（三笠書房）を上梓している。
1978年から自販機本『X-MAGAZINE』初代編集長に就任し、裏表紙の裏面（表3）に「もう書店では文化は買えない」というキャッチコピーをつける。その後、佐山が同誌でデビューさせた元日大芸術学部生の高杉弾と隅田川乱一が誌上で「乗っ取り」を宣言し、編集長が交代する。
1979年には高杉弾と山崎春美を編集に採用した伝説的自販機本『Jam』（のちに『HEAVEN』と改題）の創刊に立ち会った。翌年には『Jam』に触発された自販機雑誌『NOISE1999』をアリス出版から創刊し、同誌2号掲載の「鈴木いづみ＋山崎春美ベッドイン・インタビュー」が話題となる。

### 『コクリコ坂から』誕生秘話
1980年に少女漫画『コクリコ坂から』の漫画原作を手がける。佐山によれば同作は『なかよし』編集部が作画の高橋千鶴を売り出そうと力を入れた作品だったようで、初回は新年号の巻頭カラーだったが、連載6回目で打ち切りが決まり全8話で完結したという。のちに佐山は『週刊文春』2011年8月4日号の告白記事で「大長編にするつもりで伏線を張るだけ張って、これから面白くなるところだったのに…」と苦笑する。
しかし、2011年になって同作は宮崎駿の企画・脚本でスタジオジブリによってアニメ映画化され、興行収入44.6億円のヒットを記録する（佐山曰く「ただ、ただ吃驚」「ただ、ただ不思議」とのこと）。製作発表で宮崎は「（『コクリコ坂から』は）1980年頃、『なかよし』に連載されて不発に終わった作品である。高校生の純愛、出生の秘密ものであるが、明らかに1970年（引用者注：70年安保）の経験を引きずる原作者（男性）の存在を感じさせ、学園紛争と大衆蔑視が敷き込まれている。少女マンガの制約を知りつつ挑戦したとも言えるだろう」とコメントを寄せている。
製作に至るまでの経緯について鈴木敏夫など関係者の証言によれば、宮崎が別荘の山小屋で夏休みを取っていた時、姪が忘れていった『なかよし』を暇を持て余して仲間と回し読みしていたところ同作が載っており、これを気に入った宮崎は断片から全体の構想を膨らませたり、同行していた押井守や庵野秀明らと議論を交わしたりして将来的に映画化することを心に誓っていたという。なお押井は著書『誰も語らなかったジブリを語ろう』で「僕もこの漫画は読んでいて、『ラピュタ』の頃だったかはっきりしないけど、みんなで宮さんの別荘に泊まっていたとき、退屈して回し読みしていたの。みんなというのは、僕に庵野秀明に山賀博之、もしかしたら前田真宏もいたかもしれない。みんな『なんだか胸があったかくなるなあ』とか『これで安らかに眠れる』とか言っちゃって。その頃から宮さんは『コクリコ坂から』をやりたいと言っていたから、かなり長い間、この企画を抱えていたことになる。ホント、宮さんも僕と同じように執念深い（笑）」と述懐している。

### 群雄社倒産から現在
1980年からは明石賢生主宰の群雄社出版で編集局長を務め、竹熊健太郎の初単行本『色単 ―現代色単語辞典―』（2005年にポット出版から復刊）の企画や内藤誠監督の乱痴気映画『俗物図鑑』（筒井康隆原作）の便乗本『俗物図鑑の本』の編集を金田トメらと行う。
しかし、経営不振で群雄社は1984年に倒産。その後は東京都台東区根岸にある浄土宗東国山中養院西念寺の住職を務める傍ら、麻耶十郎名義で官能小説も手掛け、現在は句誌『月天』同人代表を務めるなど俳人としても活動している。
1997年、竹熊健太郎が『Quick Japan』（太田出版）に連載したルポルタージュ「天国桟敷の人々─エロ本三国志」（未単行本化）で1970〜80年代エロ本界の伝説的風雲児・明石賢生と共に自販機本ブームを支えたキーマンとして匿名で取材を受ける。
2011年に『週刊文春』8月4日号が「『コクリコ坂から』原作者初告白『ポルノ小説家から住職になるまで』」と題した小特集を組み、少女漫画の原作者から官能小説家を経て住職になるまでの経緯を語った。
2020年現在は不定期刊俳誌『塵風』（西田書店）や『みしみし』（みしみし舎）などを中心に文筆活動を行っている。

## 人物
- かつて群雄社出版やアリス出版に出入りしていた編集家の竹熊健太郎は「あの人がジブリの原作者になると言うのは、原子力潜水艦の炉心にピンポイントで隕石が当たったような感じ」「『コクリコ坂から』の原作漫画が発表された80年代初頭、俺が出入りしたエロ出版社の編集局長の佐山さんが少女漫画の原作をやってると聞いてショック受けたんだよな」「佐山さんは70年安保の闘士で、68年の新宿騒乱事件では主犯格（自称）で関わってたらしい。その後、転向?してエロ作家になったんだけど、天才ライターでした。器用でどんな文章でも書けた。その人が原作担当した少女漫画に宮崎監督がファンになるって、人生何がどう転ぶかわかりませんね」「佐山さんのライター超人伝説、知ってる? エロ実話誌一冊分の文章を頭からお尻まで全部一人で、一日で書いたっていうやつ」「この人はたった一人、一晩でエロ本一冊分の文章を書き上げた伝説がある。告白手記からモデルインタビュー、エロ小説、読者のお便り、クイズコーナーまで。それで、翌日には競馬の開場に間に合ったという。佐山氏は真の天才ライターだ」とTwitterでコメントしている[21][22][23][24][25]。

- 群雄社に在籍しながら白夜書房の『漫画ブリッコ』を手がけていた小形克宏（おぐゎた）は「本当に、あの佐山さんと同一人物なの? 当時『少女マンガの原作やってるんだよね』とか言ってたけど、冗談だと思ってた。まあ異能の人ですよね。俳句も名人級」と述懐している[26]。

- 甥の佐山史織（武術家）いわく「（哲郎は）無頼派のようで実は苦沙弥先生のようなユーモラスな高等遊民の印象がある」とのこと。また史織は哲郎について次のように語っている[27][28][29][30][31][32]。叔父は浄土宗の僧侶だが、浄土、そして阿弥陀如来という存在に本心から帰依しているかは不明である。しかし地域のコミュニティとして囲碁や俳句の会を開くなど、お寺を開かれた公界として開放している。これはなかなか偉いことだなあと思う。彼の偉さはなかなか理解されにくいが、何もしないこと、非生産的であることが値打ちである。お金の苦労がなく毎日、麻雀やお酒を飲み歩いて散財していること。それらは株や財テクをする坊主よりはるかに仏道にかなっている。もし中学卒業で集団就職し夜汽車で東京にやってきて工場に勤め、朝から晩まで肉体労働で油にまみれて子供を大学まで行かせました、という人が、元気なうちに彼を見たら、苦労知らずがふざけやがって、と思うかもしれない。しかし、そういう人も臨終が近くなり自分の人生はこれでよかったのかと考えたときに、かたや財テク坊主、かたや叔父のような遊び人がいたとしてどちらに仏意を問うかと言えば後者だろう。前者は結局、資本主義の原理で動いているのだから迷える衆生と同一価値観なので意見を聞く意味がない。文化というものは音楽、文学、舞踊、武術など、どれもある意味、「無用の用」である。これに対して誠実であるということはある意味、社会的な成功者であることとは相反する。

- 元群雄社の山崎春美（オルタナティヴ・ロックバンド「ガセネタ」「TACO」ヴォーカリスト）は、サブカルチャー雑誌『HEAVEN』『Spectator』に寄稿した「人命事典」で佐山について次のように語っている。再度エロ坊主の登場だが、今度は浄土宗。まったくこれじゃ、死んでも浮かばれねーよ。60年全共闘の典型的な生き残りで、目も当てられない酔い方をするトコがまたカワユイともっぱらの評判。『Jam』に触発されたのか『NOISE1999』とゆー新刊をアリスから出した。ボクらも書いてるし、御愛読のほどを（笑）。黒眼鏡姿は野坂昭如こと歌人のジョージ秋山。 — アリス出版『HEAVEN』2号「X人名事典 第2回」1980年（編集発行人：高杉弾）明石賢生の懐刀にして知恵袋。片腕ででもありながら腹心の部下でもあり、それこそまさに友であった。初めて（高杉弾が）『Xマガジン』企画を持ち込んだ時に応接して、自分の編集していた『スキャンダル』の中の8頁を「やってみるか」と提供したら「俺たちが乗っ取った!」と宣言されちゃったんだよ、と苦笑する。『NOISE1999』は2号で廃刊したが、その創刊号には第79回芥川賞作家（74年）の高橋三千綱に20歳の女子大生がベッドでインタビューする企画をやっていて、これは変な話。（中略）そいでね、どこにも（連載）第1回なんて書いてないんだし、無理に（第2回を）やらなくてもぜんぜん誰も気にしないようなもんなのに、それというのが当時の世相はもっと慎み深かったってのもあるけど有名著名人にインタービュできるだけの力量（言語能力・容姿）があって、且つ下着姿くらいは平気なギャルなんていやしない。デキる（ことを隠さない）女性の絶対数がまるで違っていたからだ…会議は、といったって会議室でやるわけではないけど、その日のどこか重苦しい空気は間違いなく淀んでいた。不意に閃いて「ぼくがインタビュアになって…」みなまで言わさず誰かが、なに言ってるんだ、って表情、やや険悪に変わりながら「ホモ・カップルもアリだろうけど、バレてもかまわないって相手がいたら苦労…」大急ぎでぼくも相手遮ってみなまでは言わさず「鈴木いづみは?」 その瞬間、破顔一笑したSさんは一言。「その手があったか!」 — 山崎春美「WHO'S WHO 人命事典 第3回」『Spectator』Vol.39「パンクマガジン『Jam』の神話」エディトリアル・デパートメント／幻冬舎、2017年、129頁ここに書かれている内容は、アリス出版で佐山が編集長を務めた自販機雑誌の集成版、もしくはその過渡期を告げるニューウェーブ雑誌『NOISE1999』2号に掲載された伝説的なインタビュー企画「鈴木いづみ＋山崎春美ベッドイン・インタビュー」に結実する。

## 作品

### 漫画原作
- タランチュラのくちづけ（講談社 1976年）※作画：高階良子
- GOGO赤ヘル!クレヨンズ（講談社 1978年）※作画：高橋千鶴
- 小夜子より…星便り（講談社 1979年）※作画：高橋千鶴
- コクリコ坂から（講談社 1980年）※作画：高橋千鶴
- マンガ法然上人伝（浄土宗出版 1995年）※監修：阿川文正／作画：川本コウ

### 官能小説
すべて麻耶十郎名義
- 犯された教室（二見書房 1982年）※1985年12月に同社より文庫化
- ドッグ・ファッション─犬の姿勢（群雄社出版 1983年）
- 快感（二見書房 1985年）
- 女医監禁（マドンナ社 1986年）
- 女子高生 あぶない体操着（マドンナ社 1988年）
- 義母の下着、義妹の制服（二見書房 1991年）
- 蜂谷弓彦シリーズ
  - 『監禁』セーラー服蕩し（二見書房 1992年）
  - 『解剖』恥ずかし授業（二見書房 1993年）
  - セーラー服 快感の口淫（二見書房 1995年）
  - 『発熱』女高生の粘膜─服従の淫具いじめ（二見書房 1997年）

### 句集
- じたん佐山哲郎句集「事譚」（西田書店 2001年）
- 東京ぱれおろがす─佐山哲郎句集（西田書店 2003年）
- 娑婆娑婆（西田書店 2011年）

### 著作
- 芭蕉の奥の細道─安永七（1778）年「日本與地路程全圖」で辿る（人文社 2003年）※編集協力：近藤十四郎
- 唱歌のふるさと童謡のくに（浄土宗出版室 2008年）
- 童謡・唱歌がなくなる日─日本の叙情歌に秘められた意外な真実（主婦の友社 2011年）

### 編集
- スキャンダル 悦楽超特急 X-MAGAZINE（エルシー企画 1978年）※協力：高杉弾＋隅田川乱一
- NOISE1999（アリス出版 1980年）※協力：山崎春美
- 俗物図鑑の本―全世界おおむね40億人の俗物に贈る 極端感謝号（群雄社出版 1982年）※協力：金田トメ

### 映画化作品
- コクリコ坂から（スタジオジブリ制作 東宝配給 2011年）※監督：宮崎吾朗／脚本：宮崎駿＋丹羽圭子／製作：宮崎駿＋鈴木敏夫
  - 第35回日本アカデミー賞 最優秀アニメーション作品賞 受賞作品[33]
  - 第29回ゴールデングロス賞 日本映画部門 優秀銀賞 受賞作品
  - 第11回東京アニメアワード アニメーションオブザイヤー&国内劇場部門優秀作品賞&音楽賞 受賞作品